# Lord Kitchener Wants You

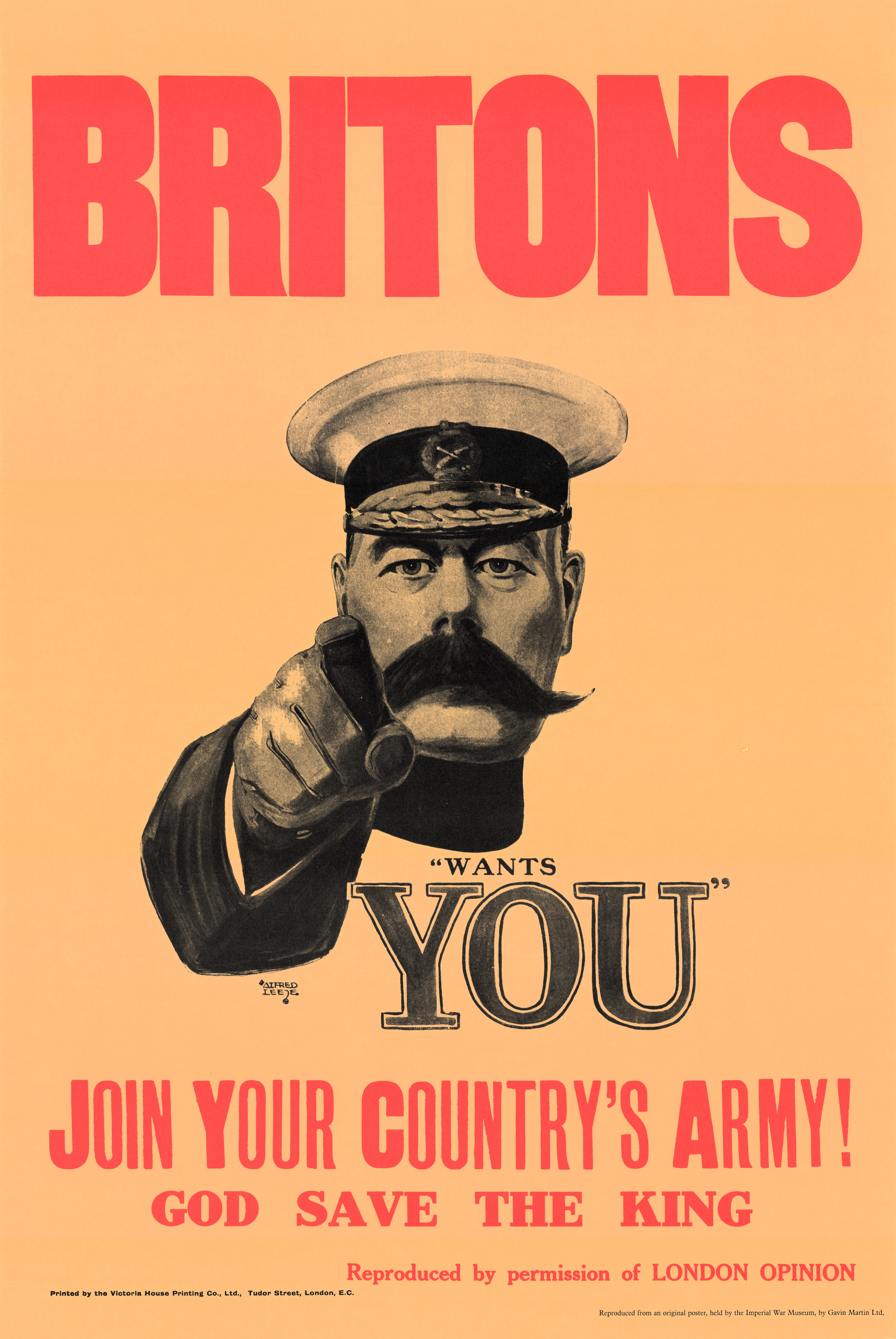
Briten: Lord Kitchener braucht dich. Geh zur Armee!
Gott schütze den König.

Lord Kitchener Wants You ist der Titel einer Werbekampagne, die von Alfred Leete (1882–1933) entwickelt wurde. Ein Plakat, das 1914 den britischen Kriegsminister Lord Kitchener über den Wörtern „wants YOU“ (will DICH) darstellte, war das berühmteste Motiv, das die britische Armee während der Rekrutierungskampagne im Ersten Weltkrieg propagandistisch einsetzte; ein ähnliches Plakat trug den Wortlaut „Dein Land braucht dich“.
Einen Tag nach dem Eintritt Großbritanniens in den Ersten Weltkrieg wurde Kitchener von Premierminister Asquith am 5. August 1914 zum Kriegsminister des britischen Königreichs ernannt. Kitchener sagte als einer der Ersten in der britischen Führung einen mehrjährigen Krieg voraus und richtete seine Politik von Anfang an darauf aus. So stellte er binnen kurzer Zeit 70 neue Heeresdivisionen auf. Besonders erfolgreich war seine Kampagne zur Rekrutierung von Millionen Freiwilligen für den Einsatz in Frankreich (bekannt als Kitcheners Armee). Aus dieser Zeit stammt auch das bekannte Plakat, das ihn direkt auf den Betrachter weisend zeigt.

## Variationen des Motivs und des Slogans
Diese Position einer direkt auf den Betrachter zeigenden ausgestreckten Hand war Auslöser zahlreicher Nachahmungen und auch Parodien: 

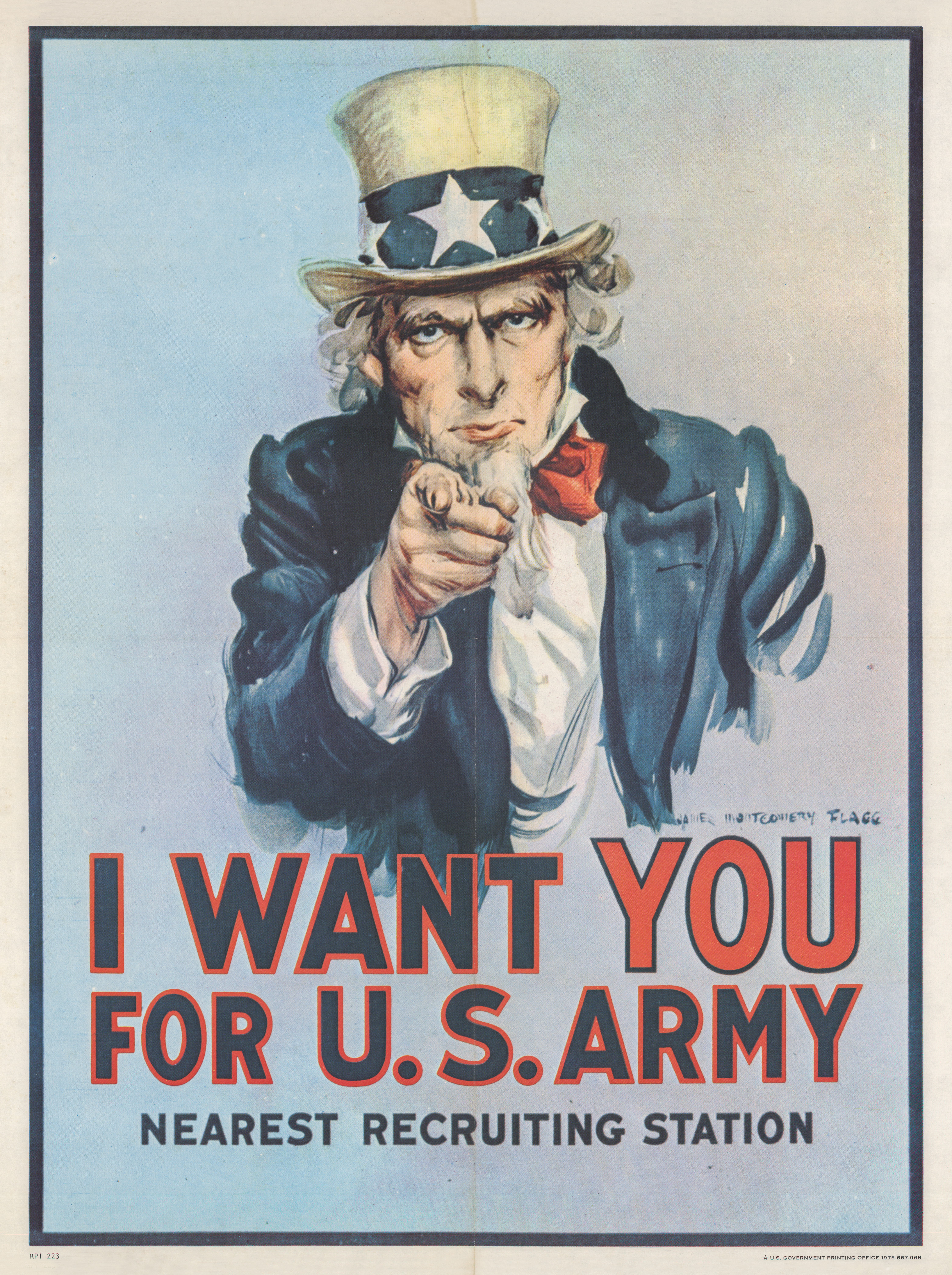
USA, 1917. J. M. Flaggs Uncle Sam rekrutiert Soldaten zum Ersten und zum Zweiten Weltkrieg
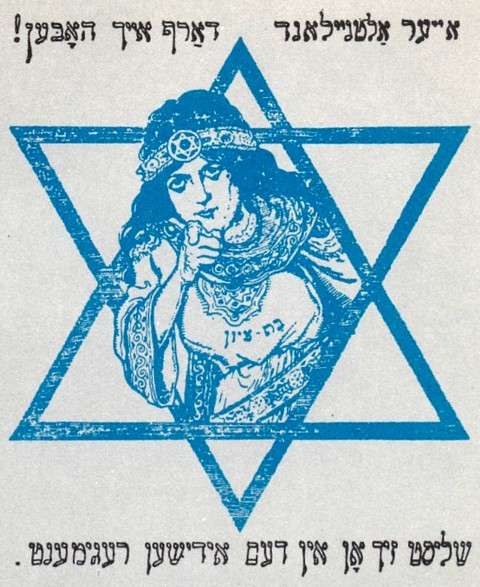
USA, Erster Weltkrieg. Tochter Zion: Euer Altneuland braucht euch! Schließ dich dem Jüdischen Regiment an.
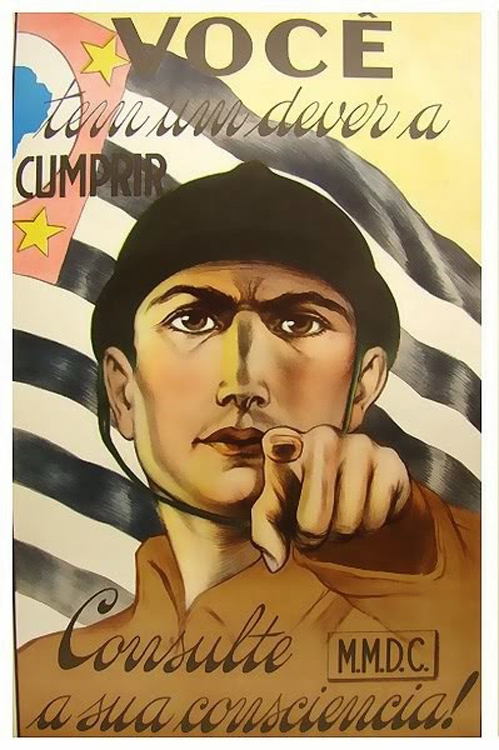
Revolution in Brasilien 1932: Sie haben eine Pflicht zu erfüllen. Frag dein Gewissen!
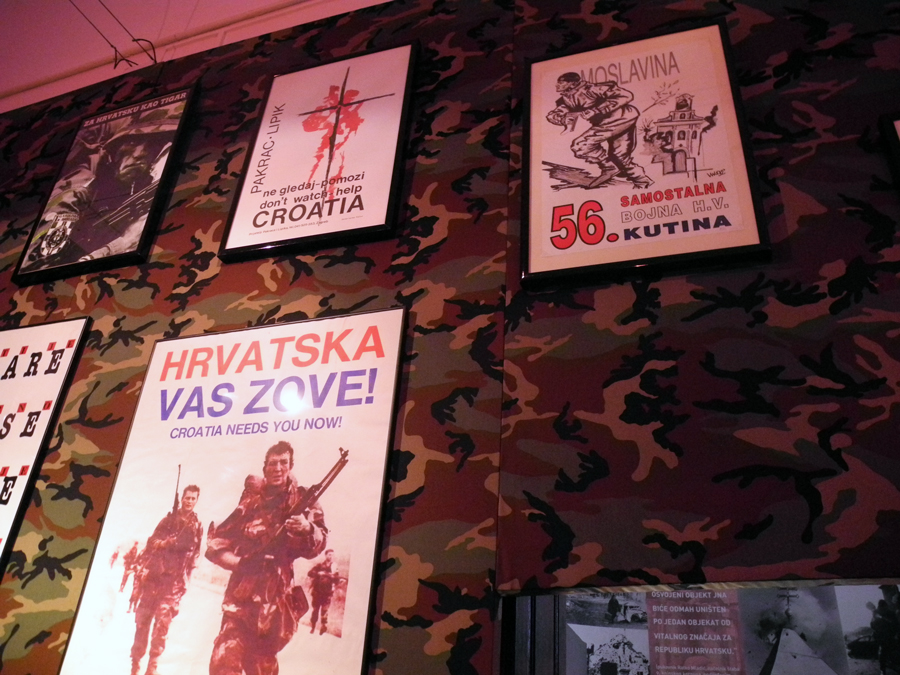
Kroatien, Kroatienkrieg, 1991: Hrvatska vas zove! bzw. Croatia needs you now! (Variation des Slogans).